# Asota onusta
Asota onusta là một loài bướm đêm trong họ Erebidae.